# Principato vescovile di Münster
Il Vescovato di Münster è un antico stato dell'impero tedesco, nella regione della Vestfalia.
Il principato apparteneva al dominio secolare dei vescovi di Münster, ma il suo territorio era più vasto di quello della diocesi.
Confinava con le Province Unite, il ducato di Kleve, la contea di Mark, i vescovati di Paderborn e Osnabrück, la Frisia Orientale e il ducato di Oldenburgo.
Nacque nel XII secolo dalla dissoluzione dell'antico ducato di Sassonia e terminò di esistere nel 1803, quando fu secolarizzato e assegnato, in gran parte, al regno di Prussia. Altre parti vennero assegnate ad altri Stati tra cui il Ducato di Arenberg, quello di Oldenburgo, i principati di Salm-Salm, Salm-Kyrburg, in conseguenza della prima mediatizzazione decisa nello stesso anno anche per risarcire i sovrani che avevano perso totalmente o in parte dei territori annessi dal regime rivoluzionario francese qualche anno prima. Un accordo di spartizione segreto era già stato firmato il 5 agosto 1796 con la Francia, la quale si era appropriata dei territori prussiani entro i confini naturali dell'antica Gallia.
L'ultimo principe-vescovo di Münster (ad essere sovrano) fu Antonio Vittorio d'Asburgo-Lorena che regnò tra 1801 e 1803, pur rimanendo solo vescovo eletto (senza conferma pontificia o consacrazione episcopale) e che poi dovette rinunciare alla diocesi.